# کالپانا چاکما
کالپانا چاکما (متولد ۱ مه ۱۹۷۶) یک فعال حقوق بشر و فمینیست اهل بنگلادش بود که عنوان دبیر سازمان‌دهی فدراسیون زنان تپه‌نشین فعالیت می‌کرد. او به همراه دو برادرش در تاریخ ۱۲ ژوئن ۱۹۹۶ از خانه‌شان در روستای لالیاگونا ربوده شدند. گفته می‌شود این ربایش توسط اعضای ارتش بنگلادش انجام شده است. کالپانا چاکما تا امروز همچنان مفقود است. و هیچ‌کس به دلیل ناپدید شدن او محاکمه نشده است.  گمانه زنی ها حاکی از آن است که او پس از ربوده شدن کشته شده باشد.

## اوایل زندگی
کالپانا چاکما به عنوان یک فعال برجسته حقوق بشر در منطقه تپه‌های چیتاگونگ (CHT) شناخته می‌شد. او دبیر سازمان‌دهی فدراسیون زنان تپه‌نشین در بنگلادش بود. او به شدت از سرکوب‌ها و آزارهای ارتش بنگلادش علیه مردان و زنان بومی انتقاد می‌کرد. کالپانا به ویژه برای حقوق زنان بومی تلاش می‌کرد و با برگزاری کنفرانس‌ها، سمینارها و جلساتی در مناطق مختلف CHT، اعتراض خود را نسبت به سرکوب ارتش بنگلادش بر جمعیت بومی بیان می‌کرد. همچنین او حمایت قوی از جنبش خودمختاری در CHT داشت که توسط سازمان پارباتیا چتاگرام جانا سمهاتی سمی‌تی هدایت می‌شد؛ این سازمان شبه‌نظامی جدایی‌طلب مردم بومی CHT بود. پس از امضای پیمان صلح CHT در ۲ دسامبر ۱۹۹۷، این سازمان تسلیحات خود را کنار گذاشت و اکنون به عنوان یک حزب سیاسی برای منافع مردم بومی فعالیت می‌کند. دولت بنگلادش این سازمان را تهدیدی برای حاکمیت کشور می‌دید. در انتخابات پارلمانی عمومی بنگلادش که در ۱۲ ژوئن ۱۹۹۶ برگزار شد، کالپانا به طور فعال از نامزد مستقل بیجای کتان چاکما حمایت کرد. او عضو ارشد هیئت ریاست پاهاری گنا پریشاد بود. کالپانا چند ساعت قبل از برگزاری هفتمین انتخابات ملی ربوده شد.

## ربودن
حدود ساعت ۱:۰۰ صبح روز 12 ژوئن 1996، 6 ساعت قبل از انتخابات عمومی بنگلادش، کالپانا چاکما ظاهراً توسط اعضای ارتش بنگلادش از خانه‌اش در روستای لالیاغونا در رانگاماتی در CHT ربوده شد.  یک ستوان ارتش به نام فردوس به همراه دو عضو حزب دفاع از روستا ، نورالحق و صالح احمد  ، از پادگان ارتش کوجویچاری در همان شب به خانه کالپانا چاکما حمله کردند و او را به زور با خود بردند. مادر کالپانا بادهونی چاکما 60 ساله به خبرنگاران گفت:
«ما خواب بودیم که کسی از بیرون صدا زد و می‌خواست بداند چه کسانی داخل خانه هستند. سپس قفل در را از بیرون پایین کشیدند و وارد خانه شدند. چراغ قوی را مستقیم به صورت ما گرفتند و پسر کوچکم خدیرام را با این‌که گفته بودند «سر» او (لشکر فرودوس) می‌خواهد با او صحبت کند، بردند. چند دقیقه بعد، پسر بزرگم کالیشاران و دخترم کالپانا را بردند و من و همسر کالیشاران را پشت سر گذاشتند.»
کالیشاران چاکما، کشاورز و نان‌آور خانواده، گفت که سه نفر را با چشم‌بند بسته و دست‌هایشان را نزدیک چاه خانه بسته و از آنها خواسته بودند بنشینند. کالیشاران گفت:
«برخی لباس‌های نظامی به تن داشتند و برخی دیگر لُنگی به کمر بسته بودند. آنها ابتدا خدیرام را از ما گرفتند. آنها به زبان بنگالی صحبت می‌کردند.»
خدیرام چاکما، برادر کالپانا چاکما، شرح داد چگونه فرار کرد:
«از من خواسته شد که در آب نزدیک چاه فرو بروم. همین که این کار را کردم، کسی فریاد زد «بزنیدش». با احساس مرگ قریب‌الوقوع، به نحوی دستم را باز کردم، چشم‌بند را از چشم‌هایم برداشتم و شروع به دویدن در آب تا کمر کردم. صدای یک شلیک پشت سرم را شنیدم اما به دویدن ادامه دادم.»
کالیشاران گفت که پس از آنکه خدیرام را بردند، کالپانا را نیز از کنار او بردند.
«وقتی صدای شلیک گلوله و فریادهایی چند متر آن‌طرف‌تر را شنیدم، دستم را باز کردم، چشم‌بند را از چشم‌هایم برداشتم و داخل آب پریدم. آنها یک بار به سمت من شلیک کردند و وقتی می‌دویدم صدای کالپانا را شنیدم که فریاد می‌زد: دادا، دادا، ماهره باجا (برادر، برادر، کمکم کن).»

### جستجوی کالپانا چاکما
خبر اين حادثه فورا در همه جهات پخش شد و همسايه ها از اتفاقي که افتاده مطلع شدند صبح زود خدیرام با کمک سامرات سور چاکما نزدیک شد کوجویچاری اردوگاه ارتش برای پرس و جو در مورد Kalpana Chakma از مقامات اردوگاه. سازمان اردوگاه بلافاصله او را به عنوان عضو سازمان شانتی بهینی و او را تهدید کرد. او با ناامیدی به خانه برگشت. از طرف ديگه ، کاليچاران به اداره ي محلي رفت باگایچاری اداره پلیس برای ثبت اولین گزارش اطلاعاتی (FIR). اما نه اداره پليس و نه اردوگاه ارتش هيچ اقدامي براي آزاد کردن کالپانا چاکما از دست آدم ربايان نکردند

### نقش دولت
فرمانده پلیس (SP) منطقه رانگاماتی، پس از انتقاد شدید سازمان‌های مختلف ملی و بین‌المللی، از خانه کالپانا بازدید کرد و اعلام کرد که تنها در منطقه رانگاماتی حدود ۱۸۰ پادگان ارتش بنگلادش وجود دارد و بنابراین امکان جستجوی همه آن‌ها برای او وجود ندارد. در تاریخ ۱۴ ژوئیه ۱۹۹۶، چندین سازمان زنان به طور مشترک نامه‌ای به وزیر کشور بنگلادش ارائه دادند که وزیر به تیم توصیه کرد با نخست‌وزیر ملاقات کنند، زیرا وزارت کشور مسئول نظم و قانون در منطقه تپه‌های چیتاگونگ (CHT) نیست. وزیر همچنین گفت که از آنجا که CHT یک منطقه عملیاتی است، امور آن مربوط به فرمانده کل نیروهای ارتش در منطقه چیتاگونگ (GOC) است و او (وزیر کشور) هیچ دخالتی در این موضوع ندارد. تحقیقات پلیس شاهدان بومی را در نظر نگرفت و متهمان اصلی را بازجویی نکرد.

### نقش ارتش بنگلادش
در تاریخ ۱۸ ژوئیه ۱۹۹۶، ارتش بنگلادش از هلیکوپتر برگ‌هایی پخش کرد که در آن مبلغ ۵۰,۰۰۰ تاکا برای ارائه اطلاعات درباره محل کالپانا چاکما اعلام شده بود. انجمن حقوق بشر هیل واچ (HWHRF)، یک سازمان حقوق بشری، ارتش بنگلادش را به عمد در تلاش برای پنهان کردن حقیقت متهم کرد. ارتش بنگلادش به شدت اتهام دست داشتن سرگرد فرودوس یا هر عضو دیگری از ارتش در ربایش کالپانا چاکما را رد کرد. بعدها، در مواجهه با اعتراض‌ها و محکومیت‌های شدید، ارتش بنگلادش بار دیگر تلاش کرد موضوع را با عنوان کردن کل ماجرا به عنوان «عشق بازی» مخفی کند. ارتش سپس موضع خود را تغییر داد و در ۲۳ ژوئیه ۱۹۹۶ بیانیه‌ای صادر کرد که در آن آمده بود: «کالپانا چاکما پاسپورت داشت و به طور مخفیانه به خارج رفته است». اما این ادعای ارتش توسط فعالان بومی رد شد و مشخص شد که کالپانا چاکما پاسپورت نداشته است. گروه‌های حقوق زنان اعلام کرده‌اند که نیروهای امنیتی متهم هنوز در خدمت هستند.

## همچنین ببینید
- فهرست آدم ربایی ها
- فهرست افرادی که ناپدید شدند-ویکی پدیای انگلیسی

## لینک به بیرون
- به یاد کالپانا چاکما
- ربودن کالپانا چاکما